# Гремячая грива

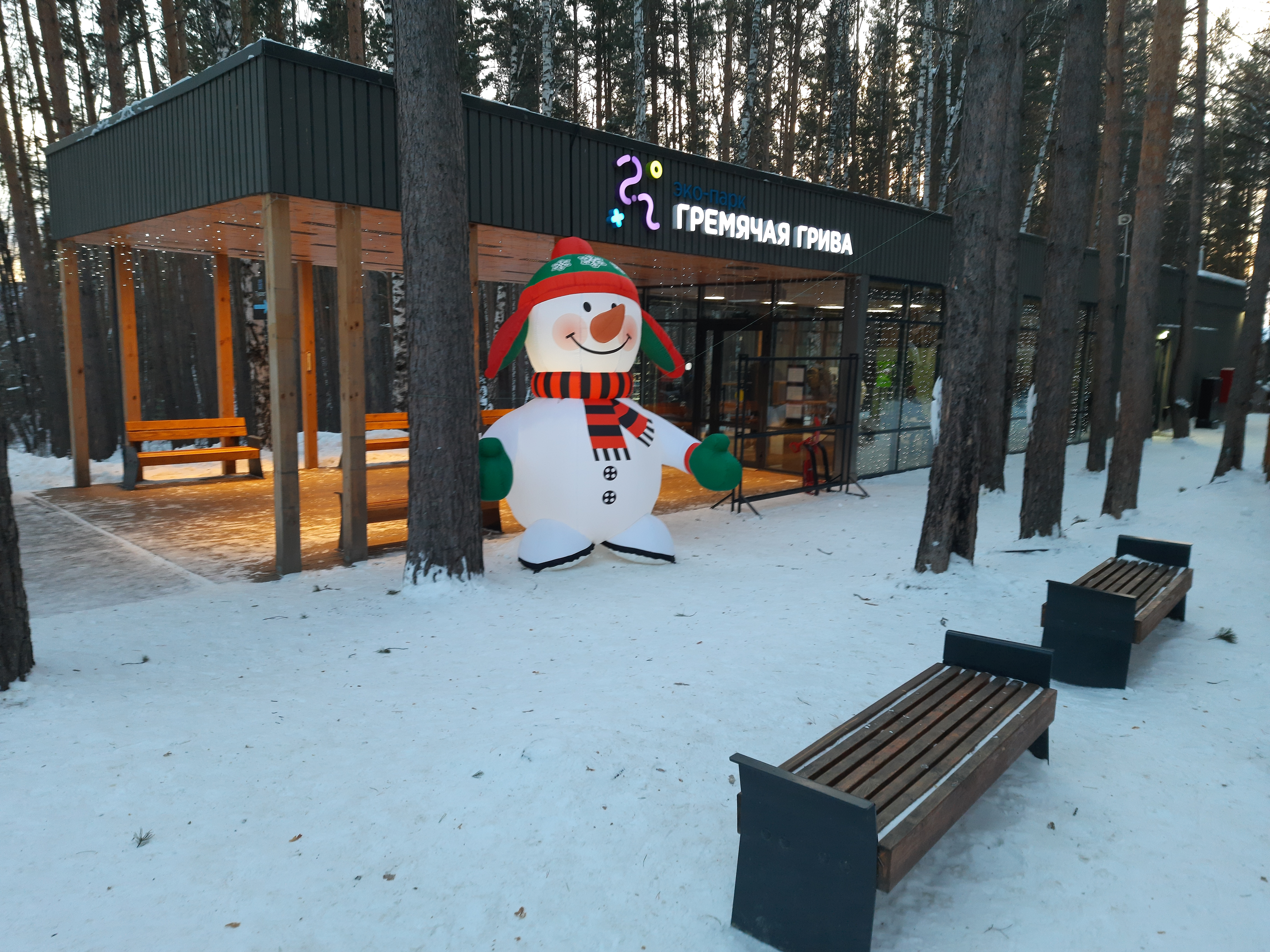
Один из входных павильонов в парк

Гремячая грива — эко-парк и планируемый природный парк на западной окраине Красноярска на территории одноимённой местности, представляющей собой остатки древнего потухшего вулкана.
Планы обустроить в этом месте зону отдыха для пешеходного туризма (хайкинга) были впервые озвучены в 2011 году. Первая очередь парка площадью 300 га открылась осенью 2018 года; вторая, площадью 1300 га — зимой 2019—2020; планируется обустройство третьей и четвёртой очередей.
В парке расположен геологический музей под открытым небом — собрание образцов минералов из разных районов Сибири, таких, как жадеит, мрамор, золотоносная руда, гранит. На территории парка расположена красноярская Академия биатлона, принимавшая соревнования зимней Универсиады-2019.

## Галерея

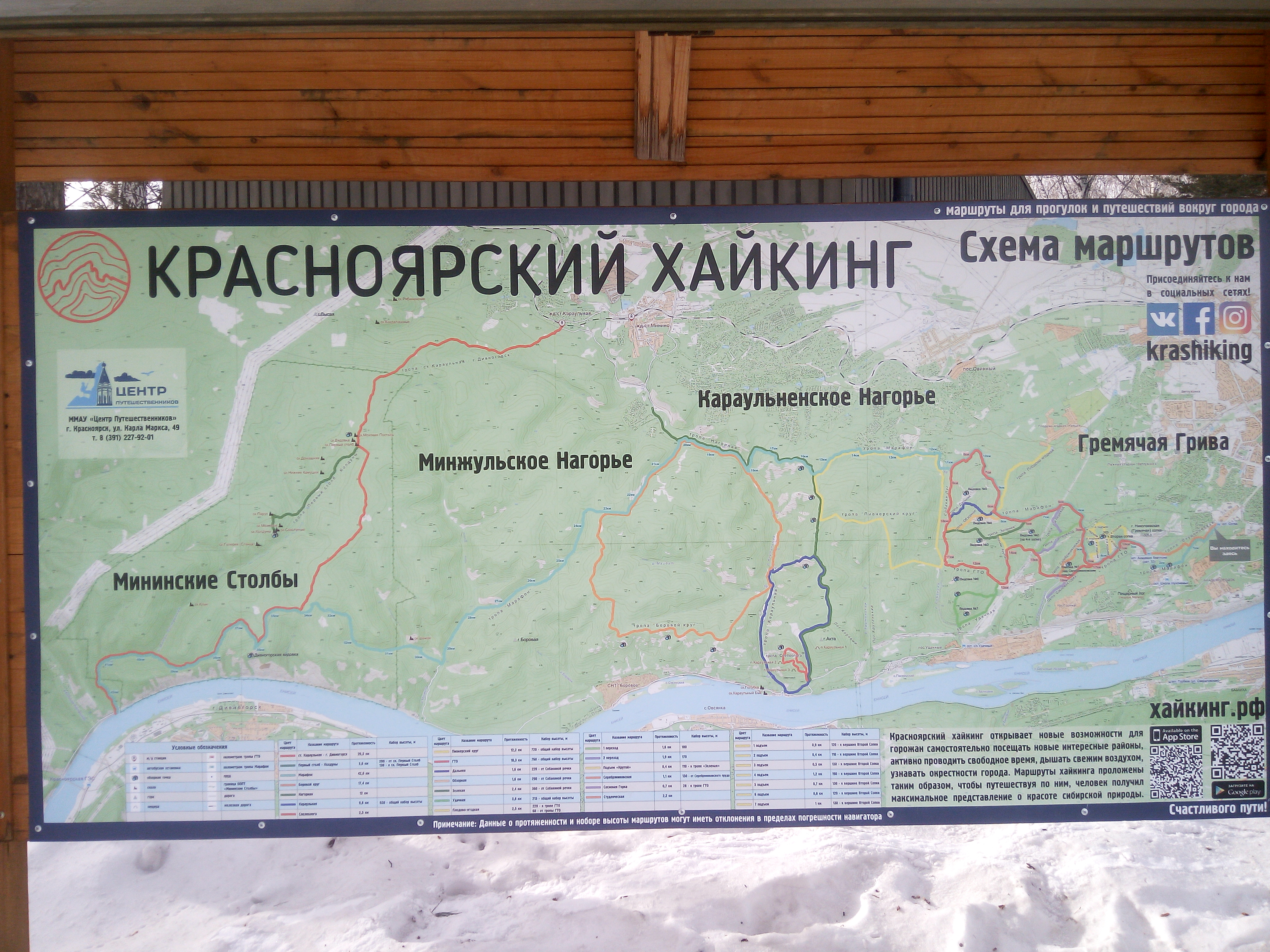
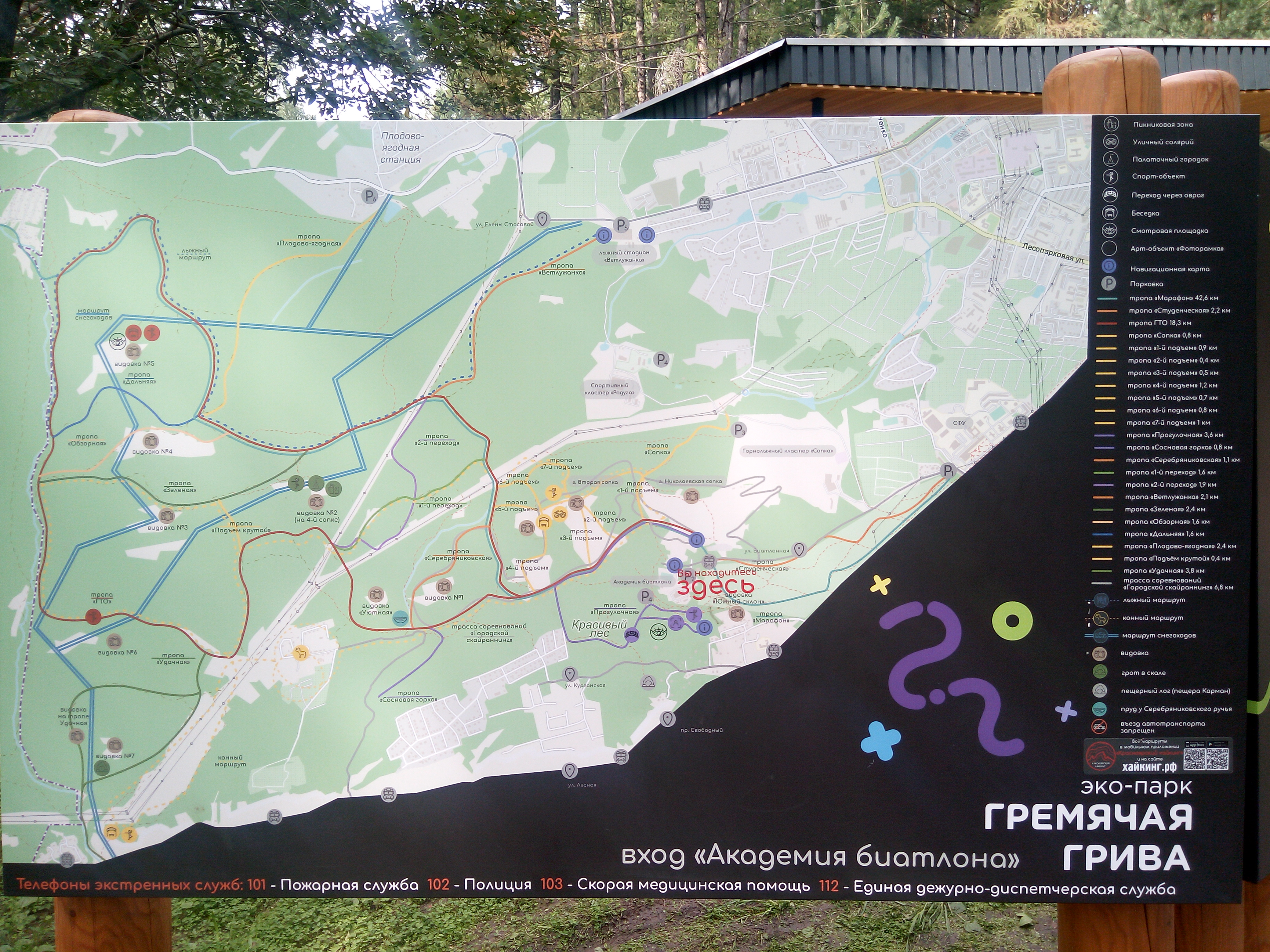
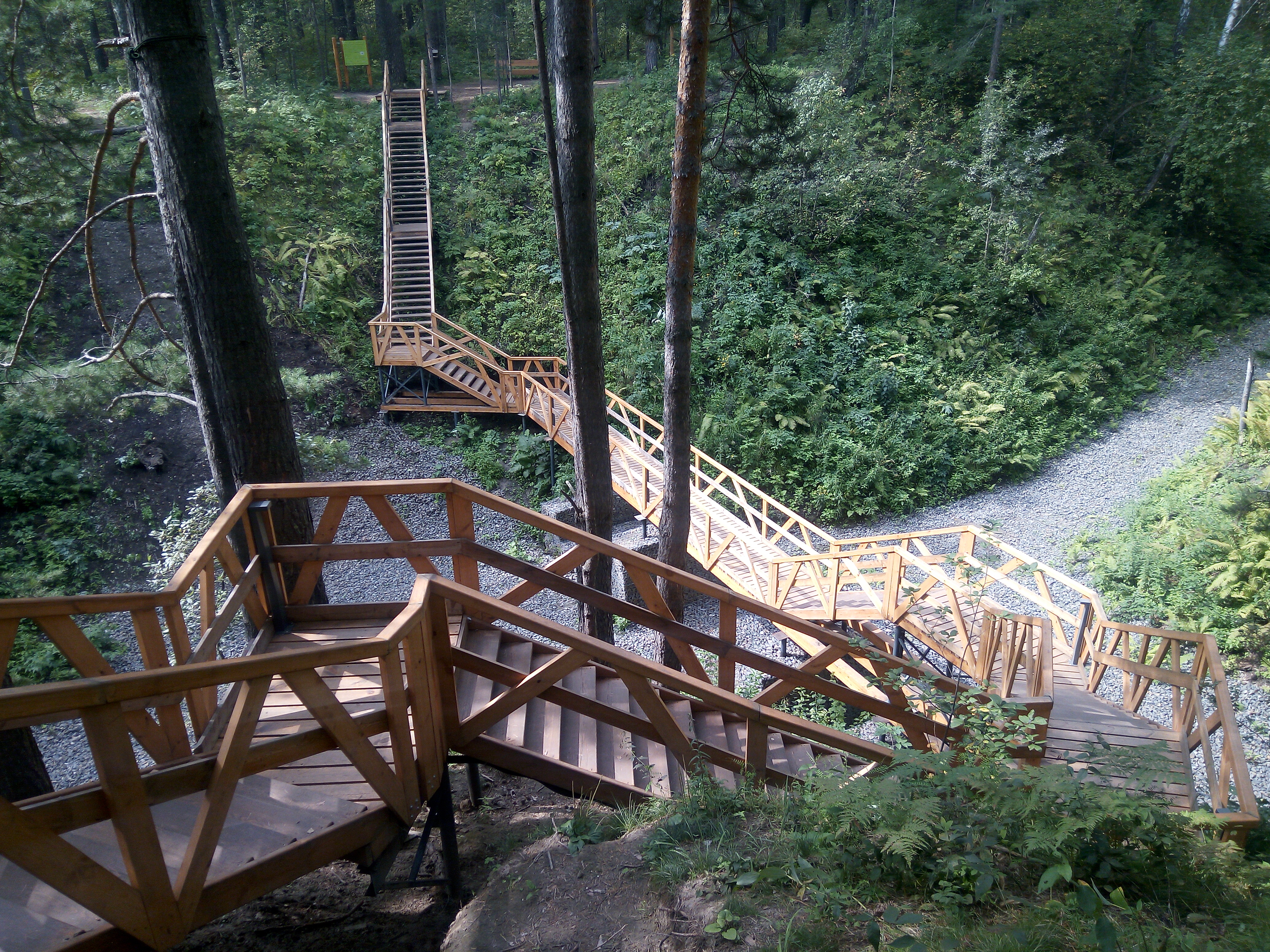
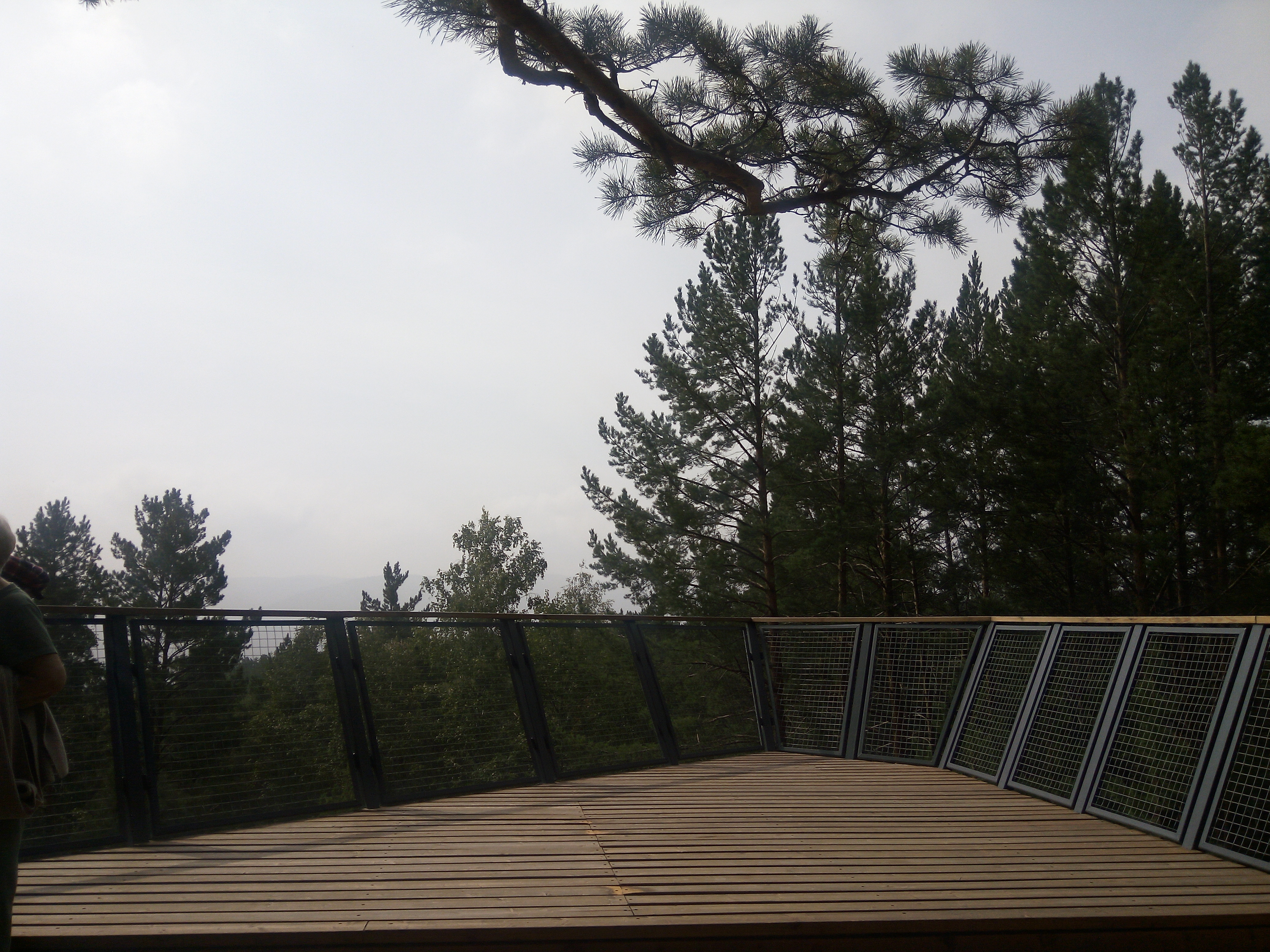
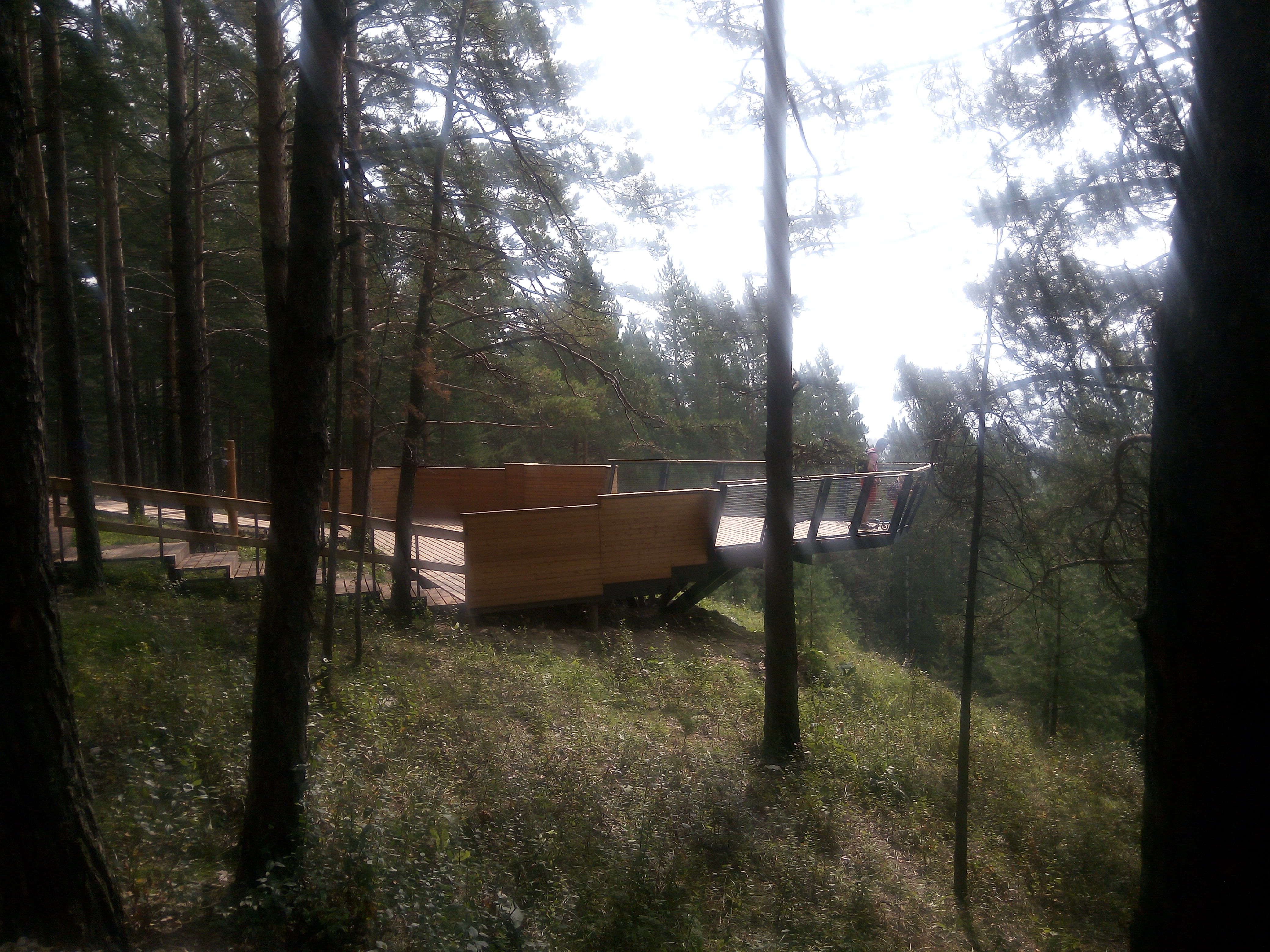
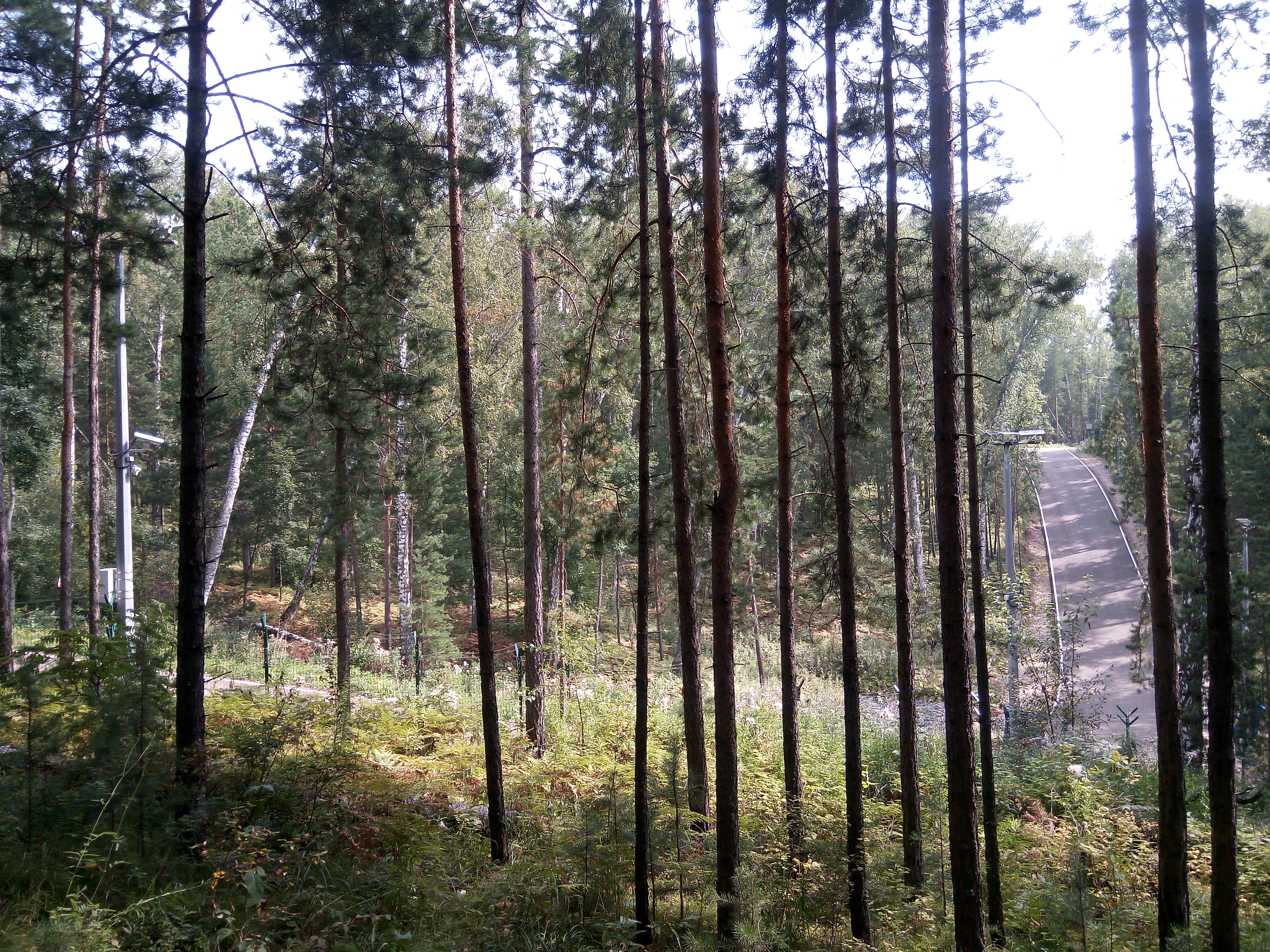
Биатлонная трасса

Экспонаты геологического музея
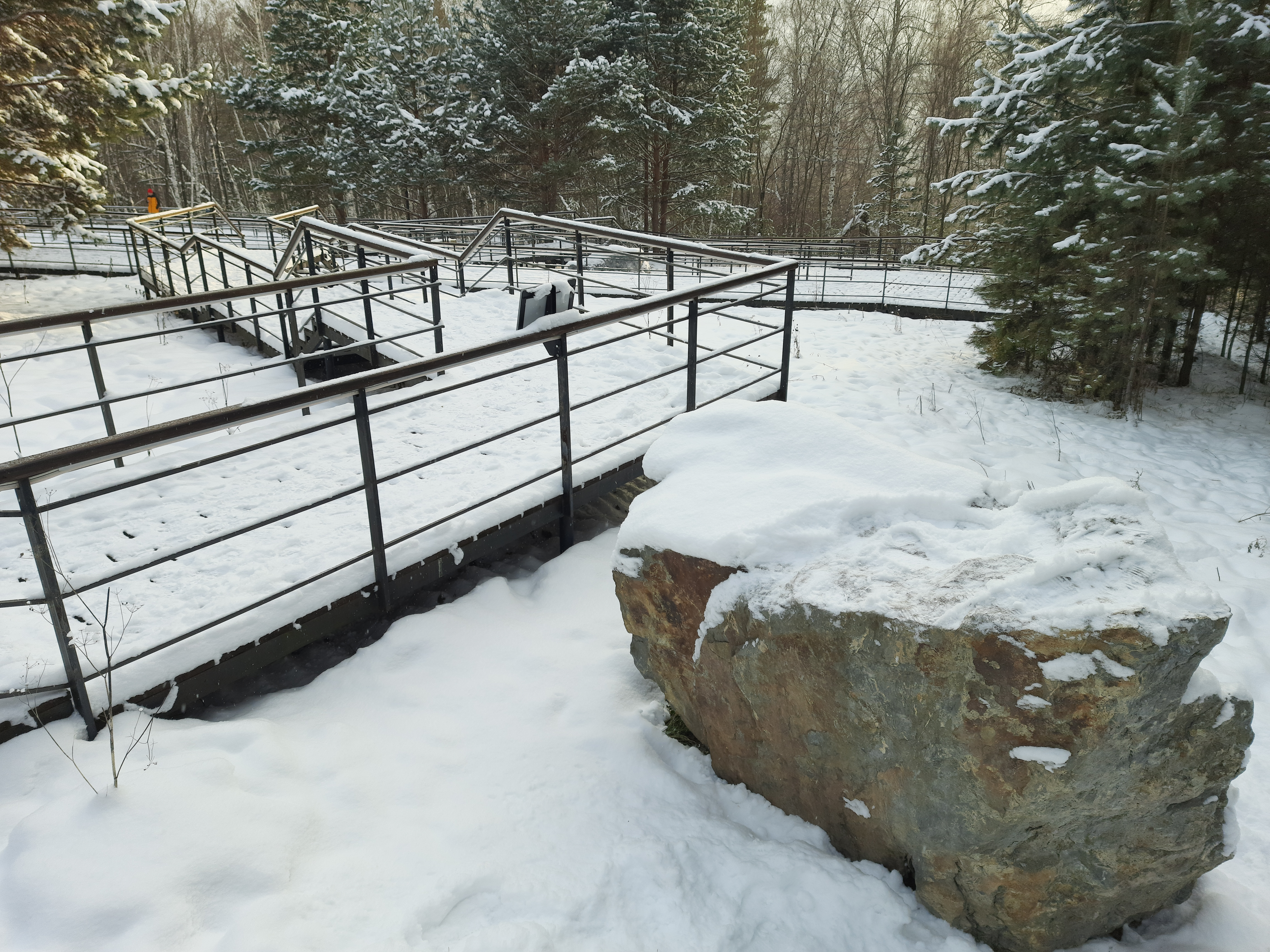
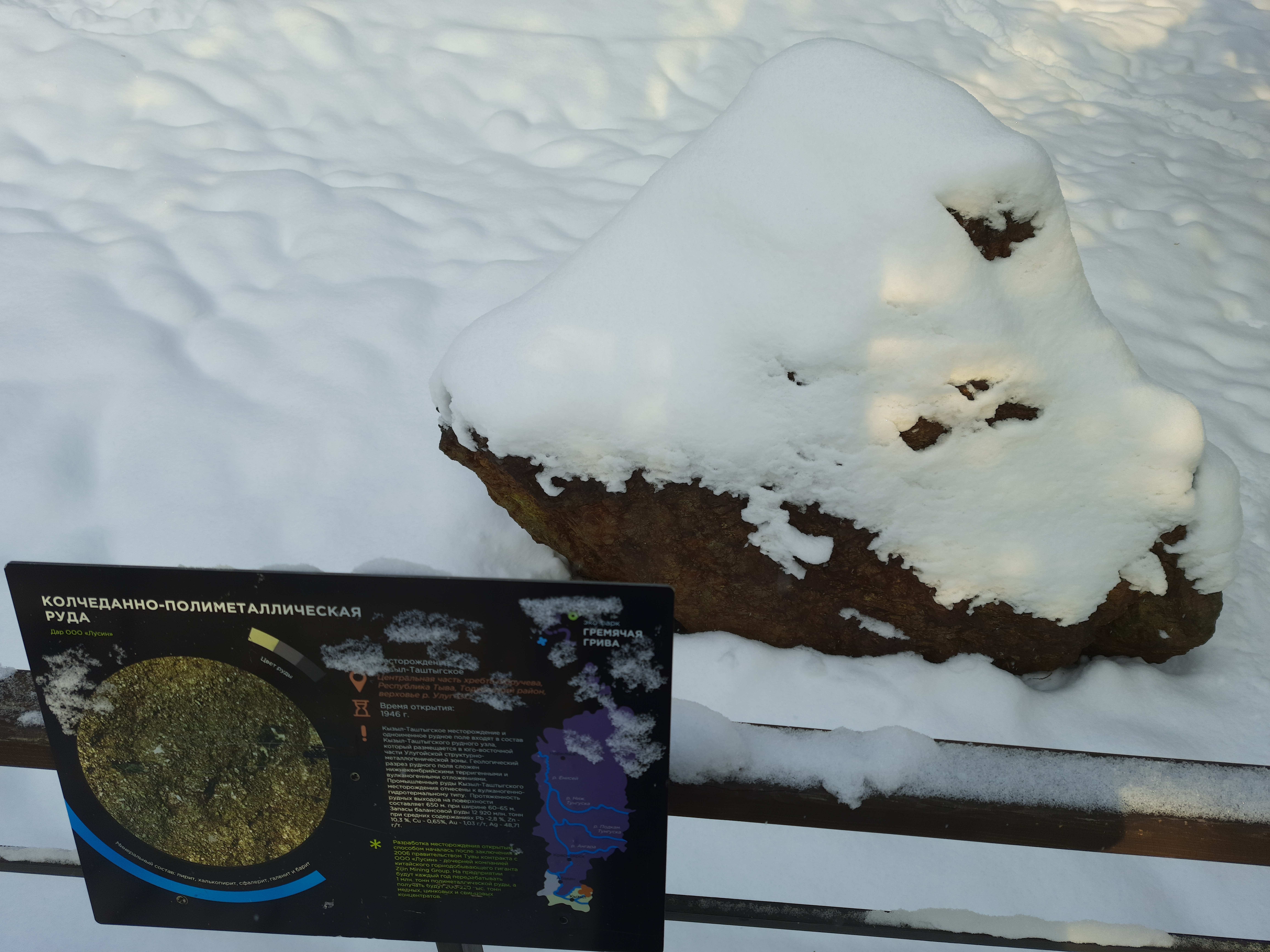
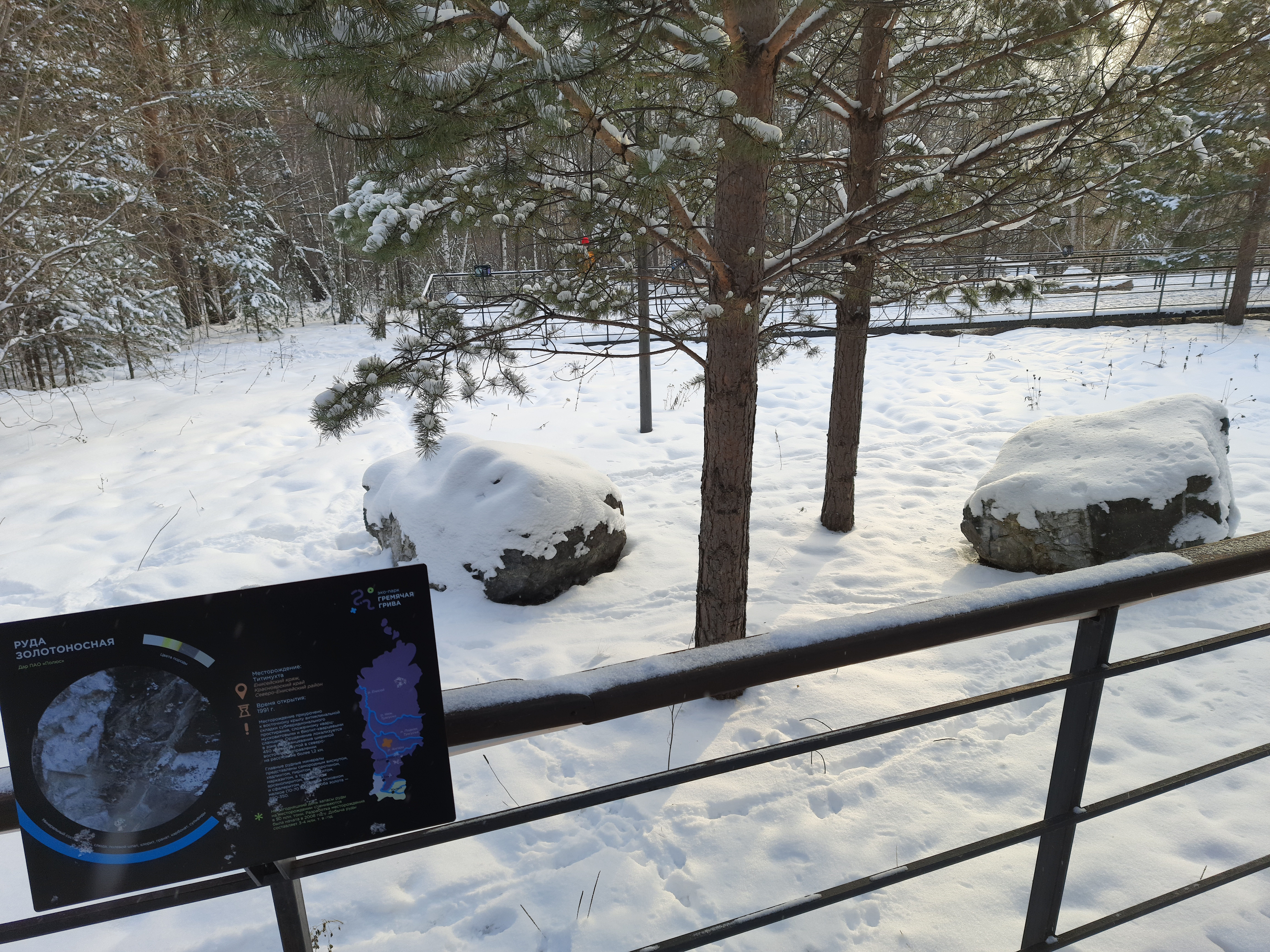
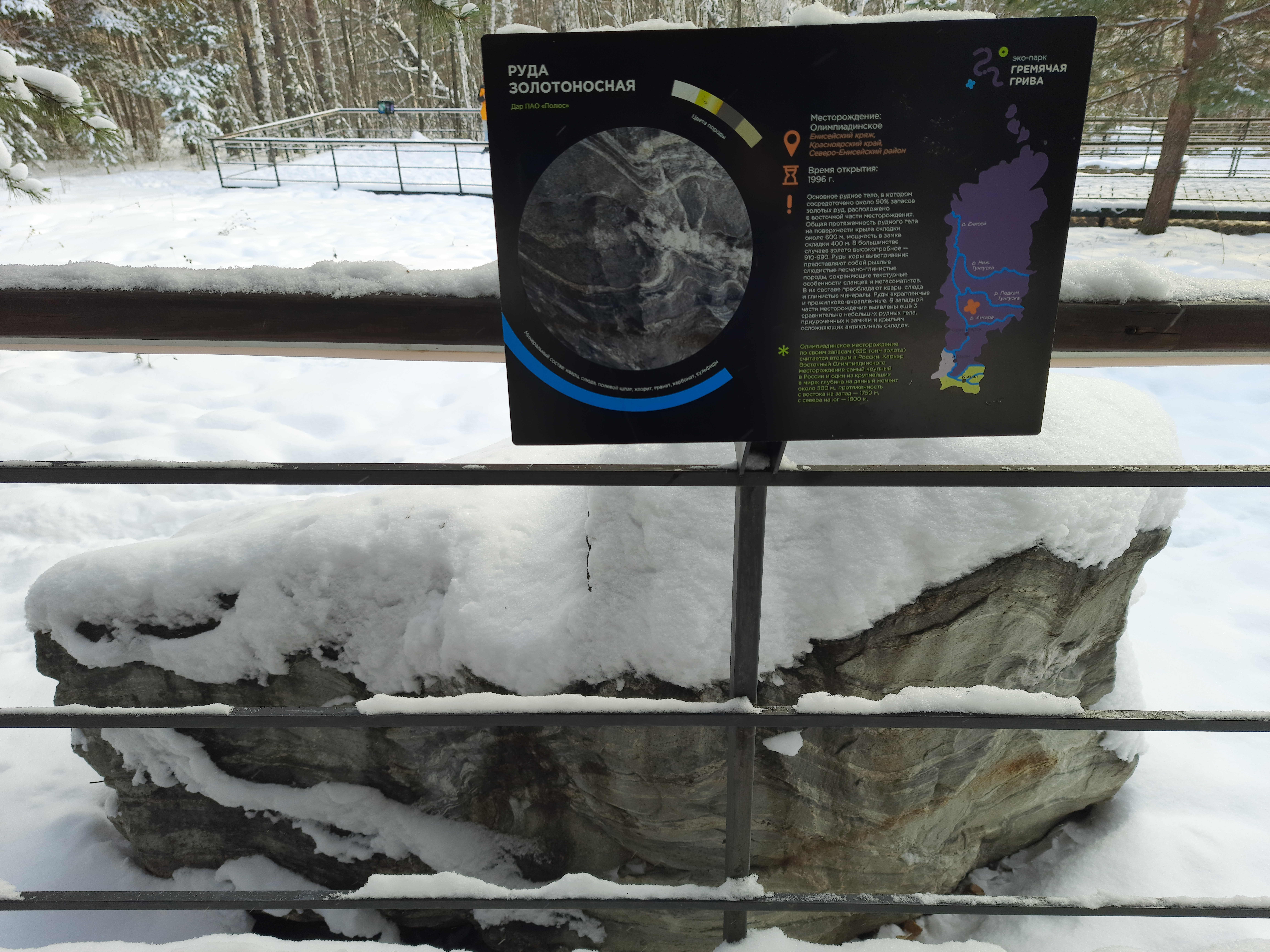
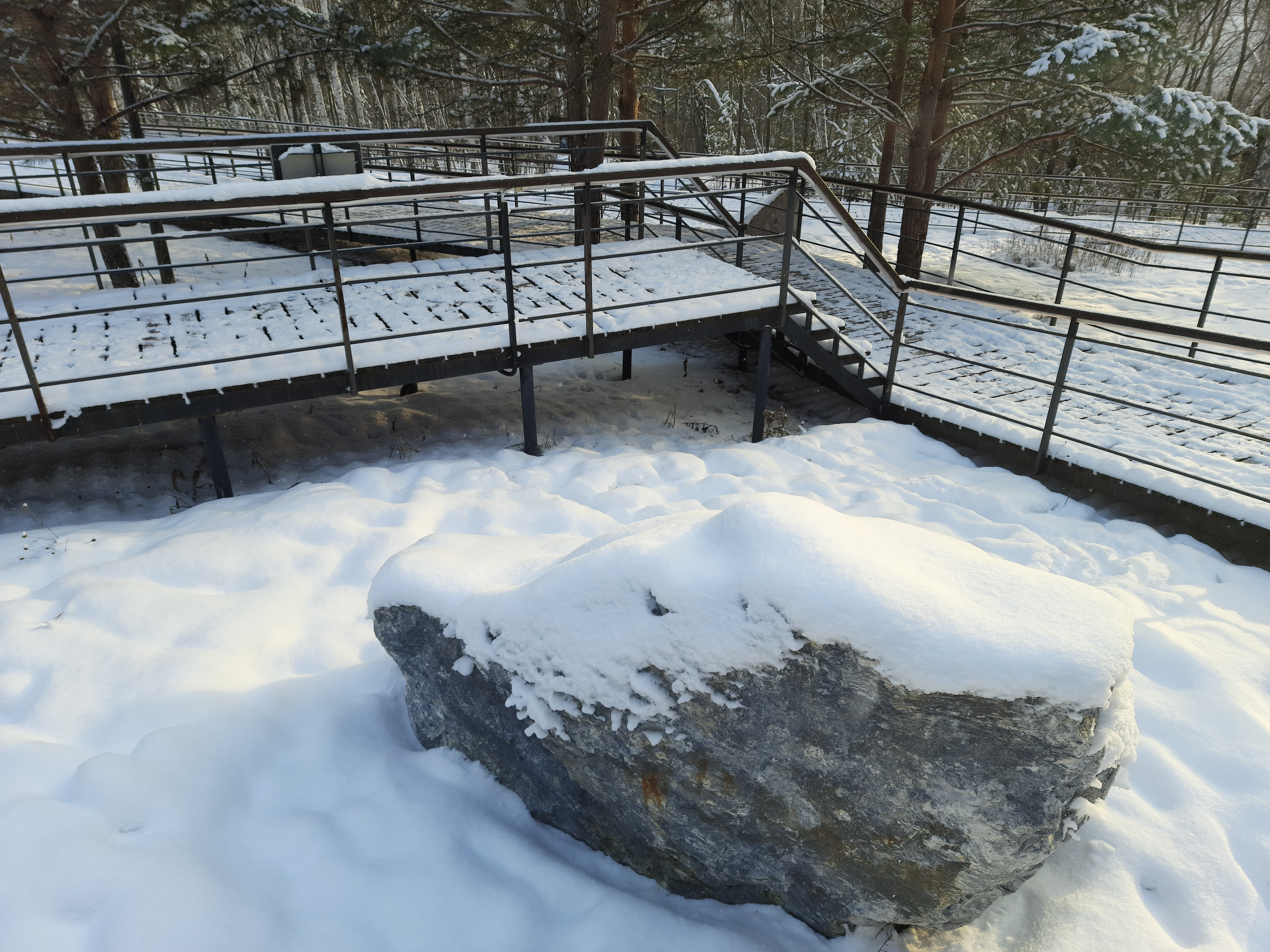
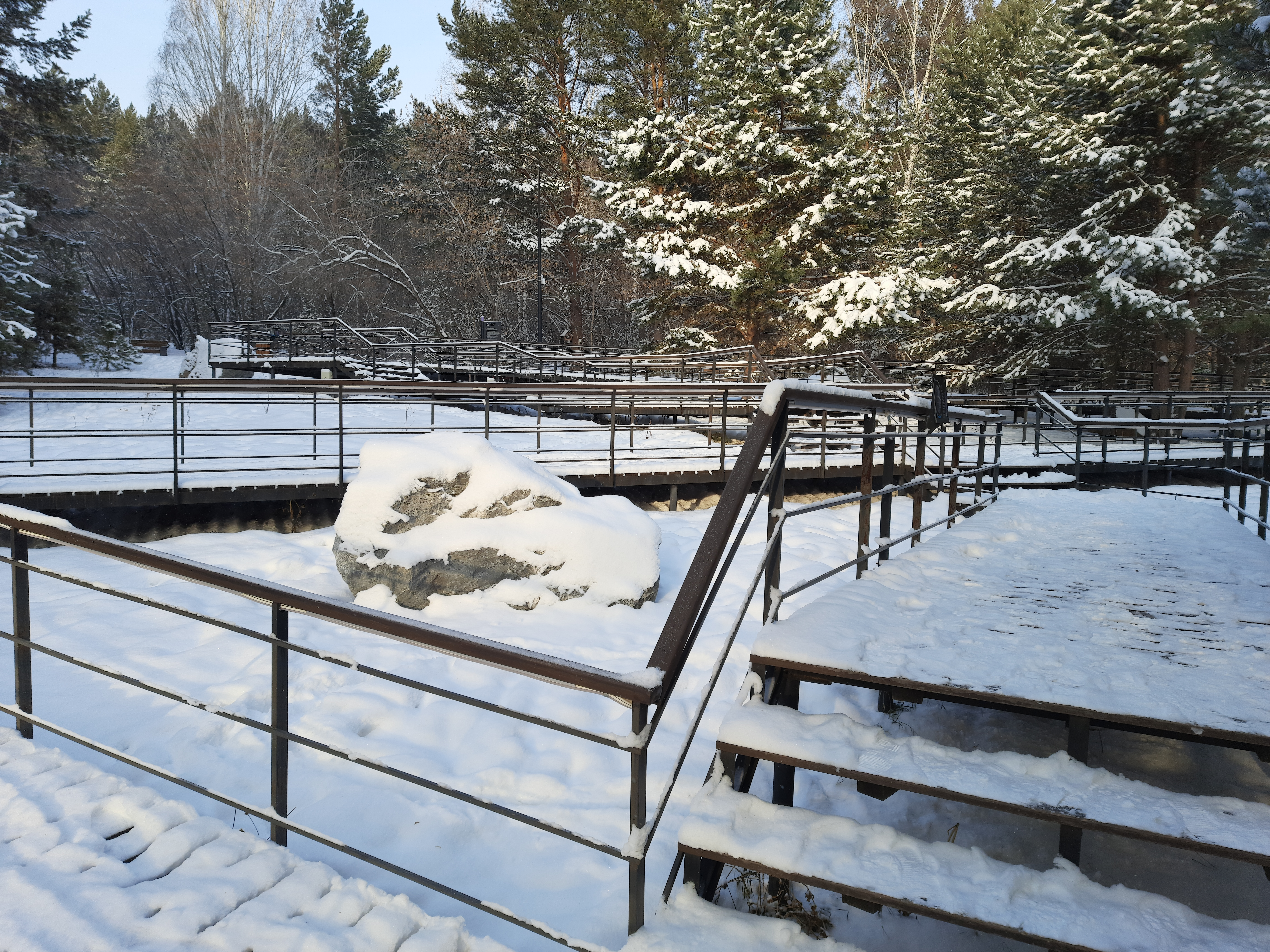
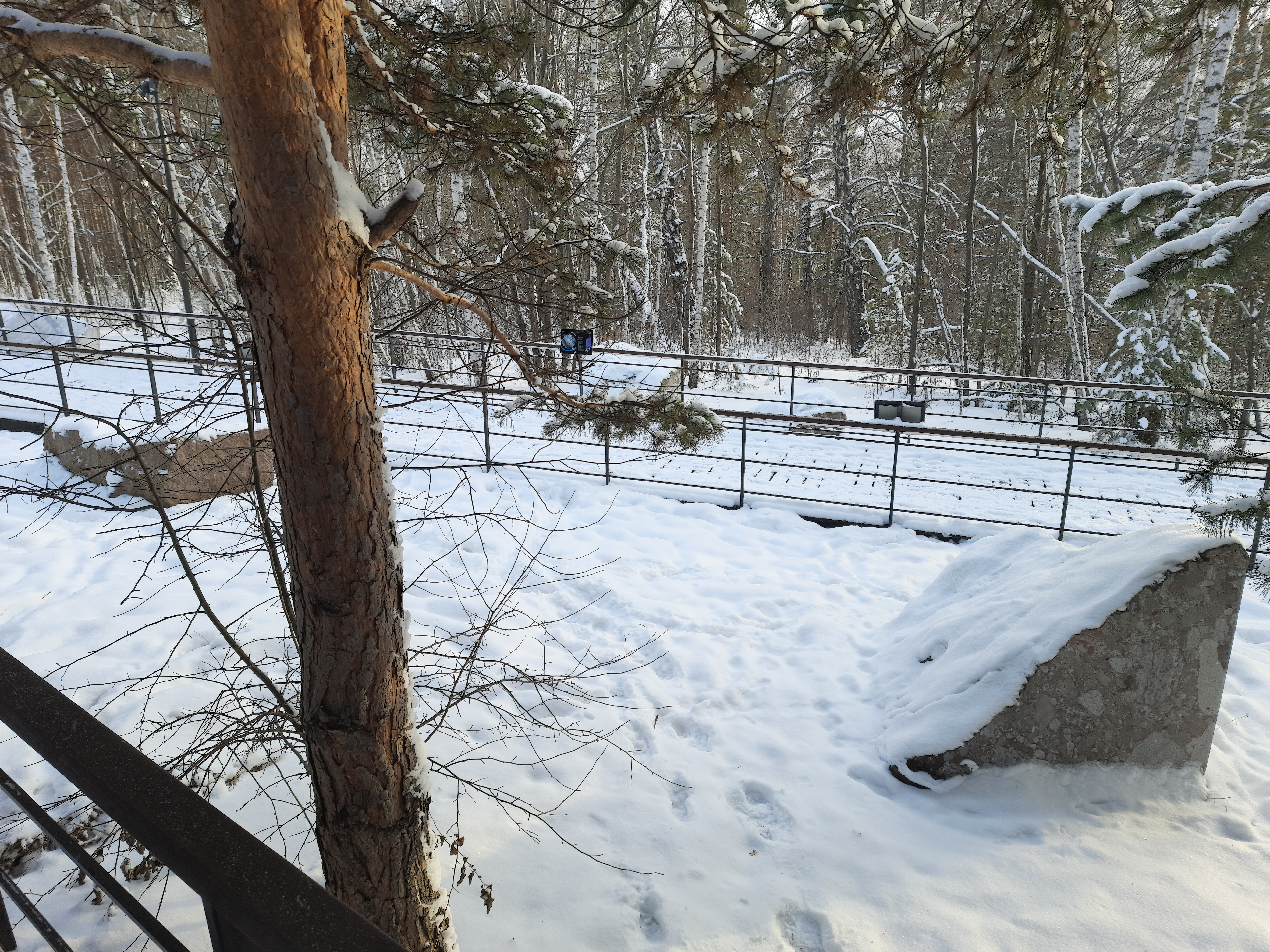
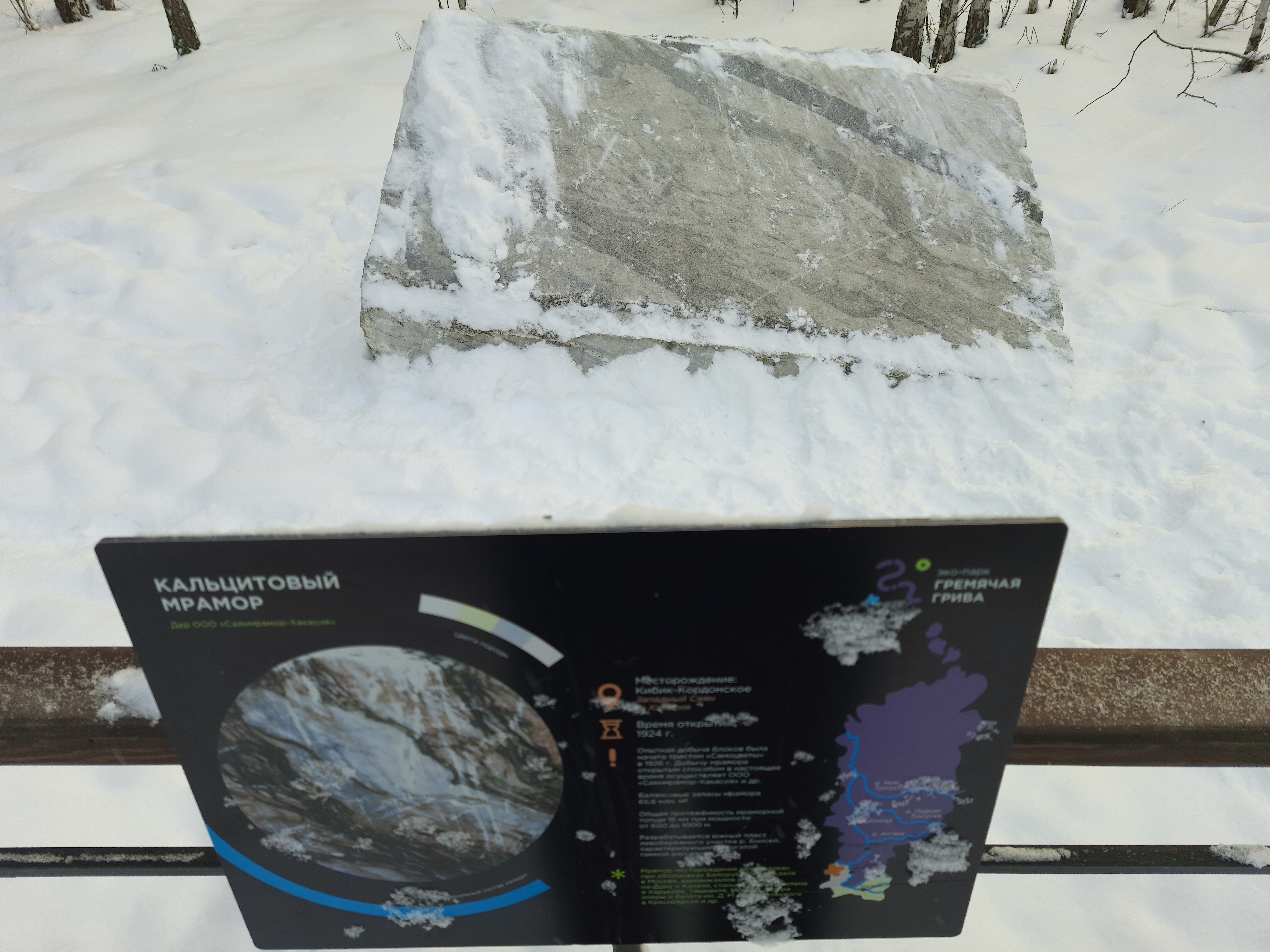
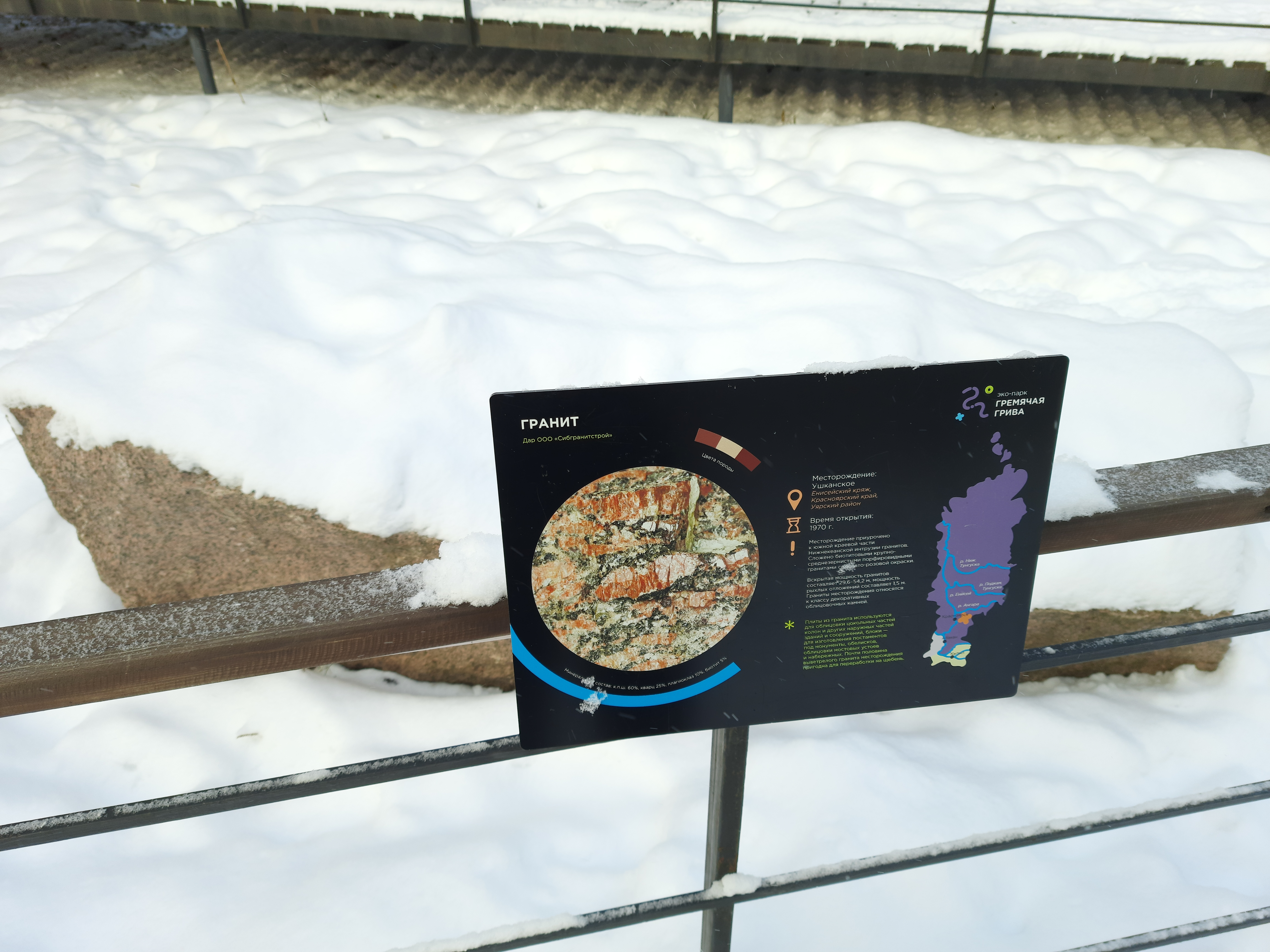
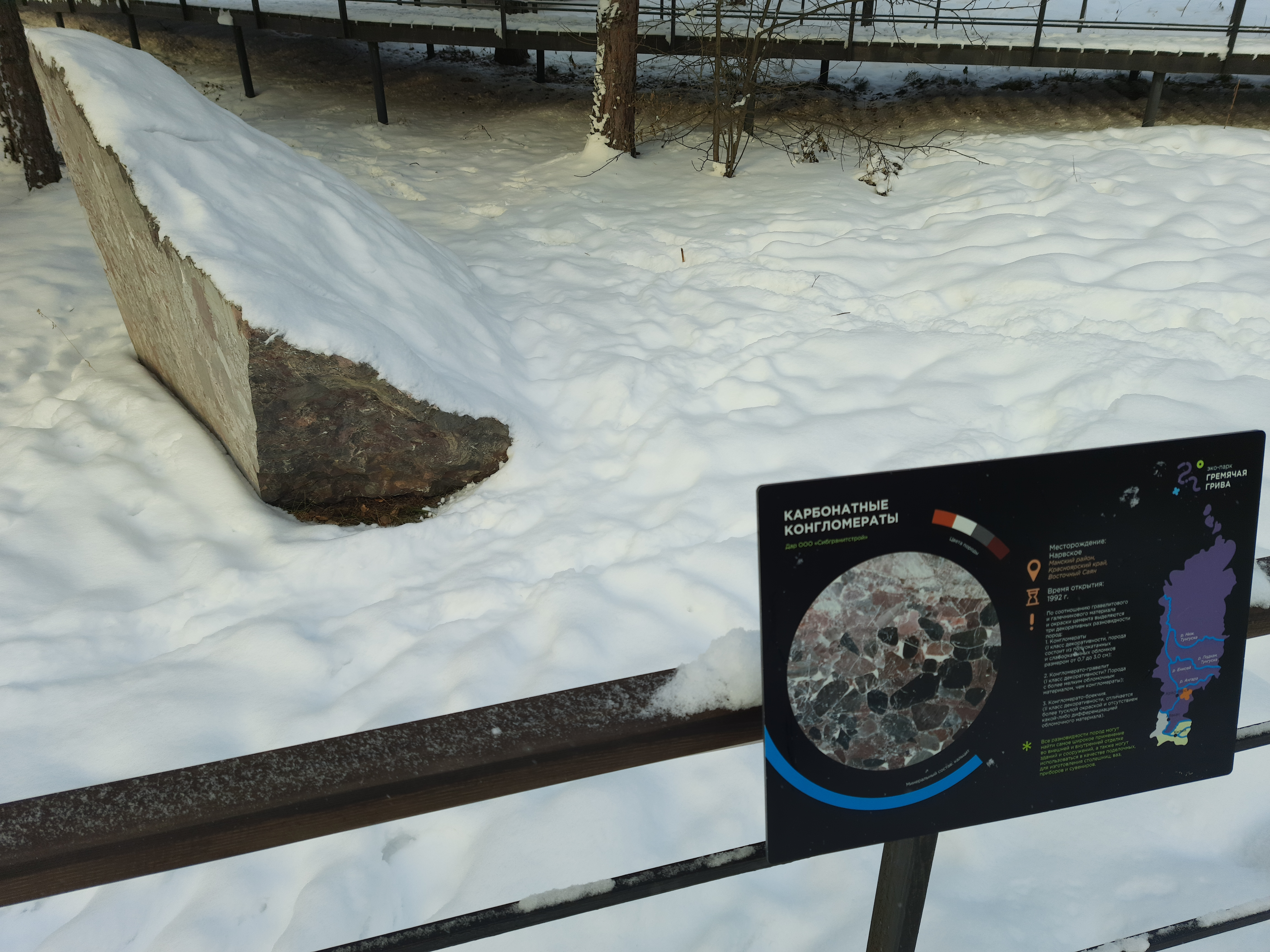